# Laosanthus
Genre
Classification APG III (2009)
Laosanthus est un genre de monospécifique pour le moment de plantes à fleurs de la famille des Zingiberaceae. L'unique espèce est une plante herbacée endémique du Laos.

## Liste d'espèces
Selon World Checklist of Selected Plant Families (WCSP) (19 juil. 2010) :
- Laosanthus graminifolius K.Larsen & Jenjitt. (2001)